# Eichigt
Eichigt település Németországban, azon belül Szászország tartományban. Lakosainak száma 1145 fő (2023. december 31.). Eichigt Hranice, Triebel/Vogtl. és Oelsnitz/Vogtl. községekkel határos.

## Népesség
A település népességének változása:
| Lakosok száma | 1201 | 1191 | 1157 | 1138 | 1145 |
|               | 2017 | 2019 | 2021 | 2022 | 2023 |